# جان دومينيك
جان دومينيك (بالفرنسية: Jean Dominique)‏ هو صحفي هايتي، ولد في 30 يوليو 1930 في بورت أو برانس في هايتي، وتوفي بنفس المكان في 3 أبريل 2000.